# Marina di Grosseto
Marina di Grosseto est une frazione située sur la commune de Grosseto, en Toscane, Italie.
Marina, anciennement connu sous le nom de San Rocco, est le quartier touristique situé à 10 km de le centre de la ville de Grosseto. C'est une grande station balnéaire de la Maremme, connue pour ses plages de sable blanc donnant sur la mer Tyrrhénienne, bordées d'une  grande forêt de pins (Pineta del Tombolo) qui s'étend de Punta Ala aux monts d'Uccellina.

## Histoire
La ville est située autour de l'ancien hameau de San Rocco, un petit village de pêcheurs ; en 1793 a été achevée la construction de le fort de San Rocco commandée par Ferdinand III de Toscane. À cette époque, le village de pêcheurs de San Rocco a été l'un des quatre postes de garde mis en place pour protéger la côte, après l'épidémie de peste qui a frappé la ville française de Marseille.
Le village a commencé à devenir une station balnéaire à la fin du XIXe siècle lorsque les habitants de Grosseto ont commencé à urbaniser ce tronçon de côte jusqu'à ce moment-là resté sauvage. Pour ses eaux propres Marina di Grosseto a reçu le Bandiera Blu (Drapeau Bleu) de la FEEE (Fondation pour l'éducation environnementale en Europe).
En 2003 a été inaugurée la marina.

## Monuments

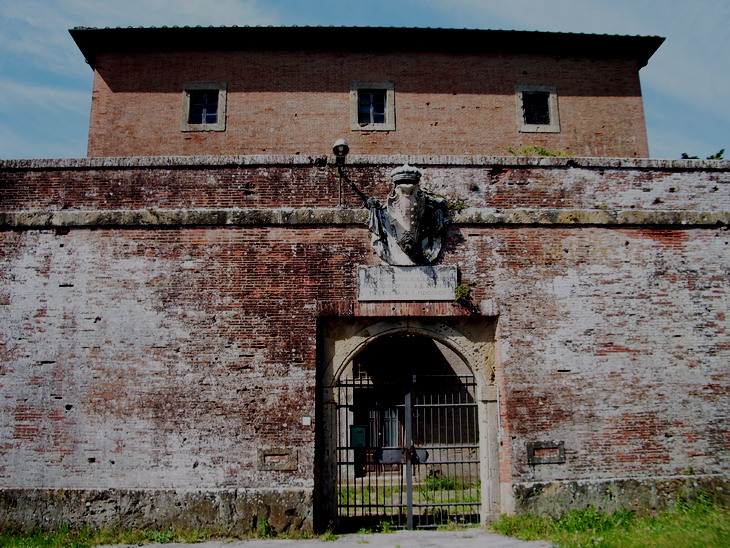
Fort de San Rocco

- Le Fort de San Rocco et le Fort Le Marze fortifications côtières situées près de la marina, construites par les Lorraine dans la seconde moitié du XVIIIe siècle, dans le site d'une structure existante comme poste d'observation.
- L'église San Rocco, sur la place principale (1954).
- Les colonies marines : la Saragat, la San Rocco et la Bodoni.
- La Villa Gaia, avec la station thermale.

## Fêtes, foires
Pendant l'été, le 16 août, Marina célèbre la Saint-Roch, fête du saint-patron du village, avec un défilé de chars dans le centre, et des feux d'artifice lancés à partir du rivage.

## Sources
- (it) Cet article est partiellement ou en totalité issu de l’article de Wikipédia en italien intitulé « Marina di Grosseto » (voir la liste des auteurs).